# Mount Lynch
Mount Lynch ist ein 3340 m hoher Berg im ostantarktischen Viktorialand. Er ragt im zwischen dem Shupe Peak und dem Bishop Peak im Rampart Ridge der Royal Society Range auf. 
Das Advisory Committee on Antarctic Names benannte ihn 1994 nach John Lynch, Repräsentant der National Science Foundation in mehreren antarktischen Sommerkampagnen auf der Amundsen-Scott-Südpolstation ab 1986.